# Alexia Barros
Pour les articles homonymes, voir Barros.
Alexia Barros, née le 27 octobre 1994, est une joueuse cap-verdienne de basket-ball évoluant au poste de meneuse.

## Carrière
Elle participe avec l'équipe du Cap-Vert au Championnat d'Afrique féminin de basket-ball 2019, terminant à la neuvième place.